# Semousies
 Semousies là một xã ở tỉnh Nord ở miền bắc nước Pháp. Xã này có diện tích 3,08 kilômét vuông, dân số năm 1999 là 224 người. Xã nằm ở khu vực có độ cao trung bình 193 mét trên mực nước biển. 